# 无弋爰剑
无弋爰剑（?—?），古羌人领袖。秦厉公时为秦国俘获，以为奴隶。不知爰剑何属于哪种戎。从事种田、畜牧。后来，爰剑得逃亡归故土，秦人追之急，藏在岩穴之中，得免再被俘虏。羌人说，爰剑藏穴中时，秦人焚烧洞口时，有景象如虎，为其蔽火，得以不死。爰剑既出，又与劓女于野相遇，遂成夫妇。劓女耻其容貌，被发覆面，羌人因以为俗，遂都逃亡入三河（河湟）之间。诸羌见爰剑被焚烧不死，以为他是神，都敬畏他，推举他为豪，河湟之间五谷少，禽兽多，以射猎为事，爰剑教他们耕田畜牧。羌人称奴为无弋，因为爰剑曾经为奴隶。其后，无弋爰剑之子孙分别率领各部羌人，世代为豪。